# Valgdirektoratet
Das Valgdirektoratet (deutsch Wahldirektorat) ist die norwegische Wahlbehörde. Sie hat die Verantwortung für die ordnungsgemäße Durchführung von Stortings-, Fylkestings- und Kommunalwahlen. Die Behörde ist dem norwegischen Kommunalministerium nachgeordnet.

## Geschichte
Das Valgdirektoratet wurde auf einen Beschluss aus dem Jahr 2014 hin zum 1. Januar 2016 gegründet. Seinen Hauptsitz erhielt die neue Behörde, für die rund 30 Mitarbeiter eingeplant wurden, in Tønsberg. Dort wurde es im selben Gebäude wie das Direktoratet for samfunnssikkerhet og beredskap (DSB) untergebracht. Bevor das Valgdirektoratet gegründet wurde, lag die Verantwortung für die Aufgaben der Behörde beim Kommunal- und Modernisierungsministerium (Kommunal- og moderniseringsdepartementet). Durch die Abspaltung sollte die Unabhängigkeit der Wahlaufsicht sichergestellt werden.
Zum ersten Leiter des Valgdirektoratets (valgdirektør) wurde im April 2015 Bjørn Berg ernannt. Die erste Wahl, die von der Behörde begleitet wurde, war die Stortingswahl 2017. Im Oktober 2024 wurde Marie Benedicte Bjørnland als Nachfolger von Berg zur neuen Direktorin ernannt.

## Aufgaben
Das Direktorat ist für die operative Durchführung von Wahlen im ganzen Land zuständig. Diese Zuständigkeit wird vom Ministerium für Kommunalverwaltung und regionale Entwicklung an die Behörde übertragen. Die Behörde betreibt die Website valgresultat.no, auf der die Ergebnisse aus den norwegischen Wahlen veröffentlicht werden.